# سوها
سوها روستایی است که در استان اردبیل، شهرستان نمین، بخش ویلکیج، دهستان ویلکیج مرکزی قرار دارد روستای سوها دارای مردم خونگرم و مهمان نوازی بوده ازجمله مناطق مهم گردشگری روستای سوها میتوان به دریاچه سد سوها که در گویش محلی استان اردبیل به آن «سوها گوئلی»گفته می‌شود اشاره کرد .روستا به دلیل داشتن بافت تاریخی باغات گسترده توجه بسیاری از گردشگران را به خود جلب کرده است.  راه های دسترسی به روستا از سمت اردبیل و شهر آبی بیگلو و‌‌ دهستان نیارق است.

## جمعیت
بر اساس سرشماری سال ۱۳۸۵ جمعیت این روستا ۱۷۸۳ نفر با ۳۴۵ خانوار بوده‌است.